# أبركساس

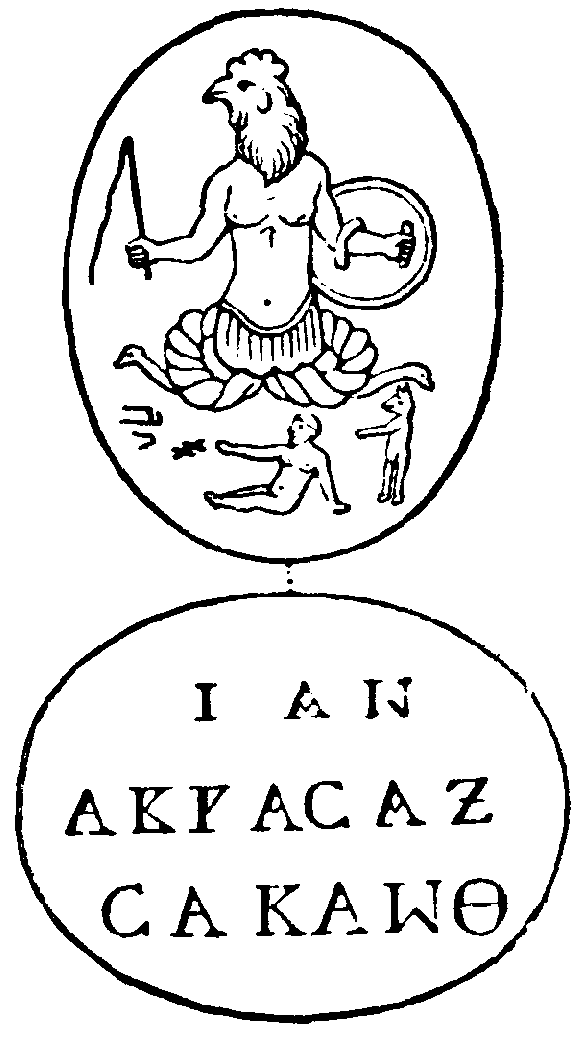
نقش من حجر أبركساس

أبركساس (بلغات عدة: Abraxas) هي كلمة إغريقية حروفها قراءة للرقم 365. وكانت تكتب فوق الصخور، وتستعمل تعويذة. وهذا العدد كان يشير إلى أن عدد السماوات 365. أيضا أبركساس اسم لأحد شياطين العالم السفلي في اعتقاد الإغريق. وأبرکساس :Abraxas اسم إله (روح - جنى) وجد اسمه على أحجار وتمائم غنوصية من القرن الثاني الميلادي. وهو اسم يستخدم في طقوس سحرية متعددة، إذ يعتقد أن له قدرة خاصة لأنه يحمل الأحرف السبعة التي تحكم العالم عند الغنوصيين. ويظهر هذا الإله في التمائم برأس ديك، وجسم إنسان، وأرجل تنتهي بعقارب، ممسكا بيده اليمنى هراوة أو عصا، وبيده اليسرى درعا بيضاويا أو مستديرا.

## أصل التسمية
أبركساس (Abraxas/Abrasax/Abracax) كلمة نُقشت على مجموعة من الأحجار القديمة سُميت -وفقًا لذلك- أحجار أبركساس، واستخدمت كتعاويذ. وجد الاسم في موقع إغريقي سحري (Papyrii) ويُعتقد أنه مرتبط بتعويذة أبركادابرا رغم وجود تفسيرات أخرى. وُجد الاسم أيضًا في نصوص غنوصية مثل إنجيل المصريين اليوناني. أُدعى لقرون أن أبركساس إله مصري، كما اعتبر شيطانًا. ويُعتقد أن أبركساس يُمثل أيضًا الرب والشيطان في طبيعة مزدوجة (أي قمة الشر وقمة الخير في كائن واحد)
في روايته عن جزيرة المدينة الفاضلة، يقول توماس مور أنه كان هناك اسم آخر للجزيرة هو أبركساس.